# South West Rocks
South West Rocks est une ville australienne située dans la zone d'administration locale du comté de Kempsey en Nouvelle-Galles du Sud.

## Géographie
La ville est située dans la région de Mid North Coast, à l'est de l'embouchure du Macleay, à 40 kilomètres de la ville de Kempsey.

## Démographie
La population s'élevait à 4 603 habitants en 2016.